# Eurhinocricus omiltemae
Eurhinocricus omiltemae är en mångfotingart som först beskrevs av Pocock 1908.  Eurhinocricus omiltemae ingår i släktet Eurhinocricus och familjen Rhinocricidae. Inga underarter finns listade i Catalogue of Life.